# Festival RTP da Canção 1978
O XV Grande Prémio TV da Canção 1978 foi o décimo-quinto Festival RTP da Canção e teve lugar no dia 18 de Fevereiro de 1978 no Teatro Villaret, em Lisboa.
Os apresentadores foram Eládio Clímaco e Maria José Azevedo.

## Festival
Em 1978 a RTP abriu concurso público para a receção de originais com vista ao XV Festival RTP da Canção também designado por Uma Canção Portuguesa.
Os Gemini, José Cid e Tonicha foram os cantores indigitados, pela estação pública de televisão, a interpretar quatro canções cada. Os compositores quando submeteram as suas composições fizeram-no sob o uso de pseudónimos e indicaram a que cantor se destinava a respetiva canção.
Foram recebidos, na RTP, 161 originais.
As 12 canções apuradas foram apresentadas ao grande público no dia 18 de Fevereiro no Teatro Villaret, em Lisboa. Os anfitriões foram Maria José Azevedo e Eládio Clímaco.
O processo de apuramento da canção portuguesa para o Eurofestival voltou a mudar. Este ano, a RTP optou por um júri de sala, composto por 12 personalidades da vida cultural portuguesa, presidido pela atração brasileira Elis Regina, que na 2ª parte do evento apresentou o seu espetáculo Transversal do Tempo.
Eládio Clímaco anunciou o resultado da decisão dos jurados apresentando a ordenação dos 12 temas do 12º ao 1º classificado, As votações individuais dos 12 jurados nunca foi revelada.
Este júri de sala foi composto por: Elis Regina, Etelvina Lopes de Almeida, Fernando de Almeida, Fernando Lopes, Fialho Gouveia, Florbela Queiroz, Igrejas Caeiro, José Henrique, Nicolau Breyner, Pedro Vieira, Silva Pereira e Simone de Oliveira.
A canção selecionada para representar Portugal na Eurovisão foi o tema "Dai-li-dou", com letra de Carlos Quintas e música de Vítor Mamede e interpretação dos Gemini (Fátima Padinha, Mike Sargeant, Teresa Miguel e Tozé Brito).
A orquestração da canção vencedora esteve a cargo do maestro Thilo Krasmann.
Este tema obteve 46 pontos, ficando a 4 de distância da canção classificada em 2º lugar, O meu piano de e por José Cid. As pontuações foram reveladas por Eládio Clímaco no seu todo, já os pontos atribuídos por cada júri nunca foram revelados.
| #   | Artista  | Canção                      | Letra (l) / Música (m)                                 | Pontuação | Classificação |
| --- | -------- | --------------------------- | ------------------------------------------------------ | --------- | ------------- |
| 1º  | José Cid | "O meu piano"               | José Cid (m & l)                                       | 2º        | 42            |
| 2º  | Gemini   | "O circo e a cidade"        | João Henrique (m), Fernando Guerra (l)                 | 3º        | 36            |
| 3º  | Tonicha  | "Pela vida fora"            | Carlos F. Santos (m), João Henrique (l)                | 9º        | 25            |
| 4º  | José Cid | "Porquê, meu amor porquê?"  | Victor Mamede (m), Maria de Lurdes Pinto (l)           | 6º        | 31            |
| 5º  | Gemini   | "Tudo vale a pena"          | Carlos Canelhas (m), Maria Amália Ortiz da Fonseca (l) | 11º       | 23            |
| 6º  | Tonicha  | "Um dia, uma flor"          | Fernando Calvário (m), José Pinto Sottomayor (l)       | 8º        | 28            |
| 7º  | José Cid | "O largo do coreto"         | Manuel José Soares (m), Mário Contumélias (l)          | 7º        | 30            |
| 8º  | Gemini   | "Ano novo vida nova"        | Nuno Rodrigues (m), António Pinho (l)                  | 10º       | 24            |
| 9º  | Tonicha  | "Canção da amizade"         | Carlos Mendes (m), Joaquim Pessoa (l)                  | 4º        | 34            |
| 10º | José Cid | "Aqui fica uma canção"      | João Henrique (m), Fernando Guerra (l)                 | 5º        | 33            |
| 11º | Gemini   | "Dai-li, dai-li dou"        | Victor Mamede (m), Carlos Quintas (l)                  | 1º        | 46            |
| 12º | Tonicha  | "Quem te quer bem, meu bem" | Nuno Rodrigues (m), António Pinho (l)                  | 12º       | 21            |